# Bakteriocin
Bakteriocini so beljakovinski toksini, ki jih proizvajajo bakterije da zavirajo razvoj podobnih ali bližnje sorodnih bakterij.

## Lastnosti bakteriocinov
Bakteriocini so proteini, sestavljeni iz aminokislin, ki tvorijo polipeptidno verigo. Različni bakteriocini imajo v polipeptidni verigi različno število aminokislinskih ostankov, tako da se bakteriocini med seboj razlikujejo po molekulski masi: veliki so od 1.500 Da do 90.000 Da. Majhne bakteriocine, takšne z molekulsko maso do 10.000 Da, imenujemo mikrocini. Bakteriocine, ki vsebujejo nenavadno aminokislino lantionin, označimo kot lantibiotike. Bakterije, ki sintetizirajo bakteriocine, potrebujejo tudi informacijo za zaščito (imunost) pred delovanjem lastnega bakteriocina, saj bi bila sinteza bakteriocinov sicer samomorilska. Pogosto se celice zaščitijo s sintezo proteina, ki se veže na bakteriocin v citoplazmi bakterijske celice in tako prepreči njegovo delovanje v celici, ali pa tako, da sintetizirajo nedejaven bakteriocin, ki se šele pozneje pretvori v dejavno obliko. Podoben pojav srečamo tudi pri ljudeh, saj nekatere prebavne encime sintetiziramo v nedejavni obliki, kot tako imenovane proencime. S sprostitvijo iz celice v prebavila se proencim spremeni in postane dejaven encim, ki lahko razgradi hrano. Tako so celice, ki jih sintetizirajo, zaščitene pred razgradnjo z lastnimi encimi. A vrnimo se k bakterijam, ki sintetizirajo bakteriocine. Le-te potrebujejo še informacijo za sproščanje bakteriocina v okolje, kjer lahko bakteriocin >>najde<< svoje tarčne bakterijske celice in začne svojo ubijalsko nalogo.

## Delovanje bakteriocinov
Za vse vrste bakteriocinov po Gramu negativnih bakterij velja, da delujejo le na ozko sorodne bakterijske vrste, včasih celo le na seve iste bakterijske vrste, kot je bakterija, ki proizvaja bakteriocine. 
Bakteriocini po Gramu pozitivnih bakterij imajo običajno širši razpon delovanja, saj zavirajo tudi nesorodne po Gramu pozitivne bakterije, nekateri bakteriocini pa delujejo celo na po Gramu negativne bakterijskevrste. Praviloma ena molekula bakteriocina ubije eno bakterijsko celico. Preden to lahko opravi, mora bakteriocin najprej preiti v notranjost tarčne celice. Pot do tja iz okolja pa je težavna. V prvem dejanju se bakteriocin s sredinskim delom peptidne molekule veže na receptorsko molekulo v membrani tarčne celice. V drugem dejanju se mora bakteriocin prenesti skozi bakterijsko membrano v notranjost tarčne celice. V tretjem končnem dejanju bakteriocin deluje na tarčno celico s karboksilnim delom peptidne molekule.
Različni bakteriocini delujejo različno, vsem pa je skupno to, da s svojim delovanjem posežejo v za celico bistvene aktivnosti. Eni tvorijo v membrani tarčne celice ionski kanalček, zaradi česar iztečejo iz celice med drugim tudi kalijevi in magnezijevi ioni, protoni, kar povzroči porušitev membranskega potenciala celice in ta propade. Drugi bakteriocini delujejo kot encimi in razgradijo nukleinske kisline ali pa preprečijo sintezo proteinov in tako ubijejo celico.

## Pomen bakteriocinov
Bakteriocini so za baktreije pomembni, saj pomenijo prednost v tekmovanju s sorodnimi bakterijskimi vrstami . Bakterija, ki sintetizira bakteriocine, si lahko z njimi pribori svoj >>prostor pod soncem<<, saj onemogoči tekmece, ki živijo v isti ekološki niši in ji odvzamejo hranila ter zasedajo mesto na tkivu, kamor se bakterija želi pritrditi. Bakteriocine se uporablja tudi v laboratorijih, a ne za to, da bi se rešili neželenih bakterij, temveč kot model za proučevanje transporta snovi tako v celico kot iz nje, kot model za interakcije med proteini, ki vodijo v nastanek kanalčkov v membrani, za raziskovanje molekularnih mehanizmov proteinske sinteze in še za marsikaj.
Bakteriocini pa so že našli svojo pot tudi v industrijo. Bakteriocin lantibiotik Nisin, ki ga idelujejo mlečno-kislinske bakterije ima zelo širok razpon delovanja, se v živalski industriji uporablja kot naraven konzervans, saj je močan zaviralec rasti po Gramu pozitivnih bakterij. Že dolgo pa se pričakuje uporabo bakteriocinov v medicini, kjer bi njihove zanimive lastnosti izkoristili za zdravljenje okužb ali kot zaščito pred patogenimi bakterijami. Kljub mnogim obetavnim laboratorjskim poizkusom, se bakteriocini v medicini doslej niso uporabljali kot zdravilo, saj so za zdaj še premalo proučena zadeva.